# Josef Gutmann (Pädagoge, 1913)
Josef Justin Gutmann (* 9. Januar 1913 in Reulbach; † 1997 in Hilders) war ein römisch-katholischer Geistlicher und Lehrer. Er wurde besonders durch seine Tätigkeit als Wiederbegründer und Schulleiter der Stiftsschule St. Johann in Amöneburg bekannt. Sein Umgang besonders mit Schülern aber auch Eltern löste langanhaltende Kontroversen aus.

## Leben
Gutmann wuchs als Sohn von Aloysius und Justine (geb. Menz) Gutmann in einer katholischen Landwirtsfamilie in Reulbach in der Hochrhön auf. In den Jahren 1926 und 1927 erhielt er außerhalb der Schule Lateinunterricht. Bis 1932 gehörte er dem Bischöflichen Konvikt des Bistums Fulda an. Er besuchte das Staatliche Gymnasium Fulda und bestand 1934 das Abitur. Daneben betätigte er sich in Gottesdiensten als Organist. 1934 trat er das Studium der katholischen Theologie an.
Gutmann trat dem Windthorstbund, der Jugendorganisation der katholischen Deutschen Zentrumspartei, bei. Nach dessen Verbot wechselte er 1933 zum Jungstahlhelm. Durch Anschluss des Stahlhelm-Bundes an die Sturmabteilung wurde Gutmann SA-Mitglied. Er versah bis über seinen Eintritt ins Fuldaer Priesterseminar 1934 hinaus aktiv Dienst in der SA.
Im Zusammenhang mit seinem Studium der Theologie an der Philosophisch-Theologischen Hochschule Fulda und seiner Zugehörigkeit zum Priesterseminar trat er in den Unitas-Verband in Marburg ein, später wechselte er zur Unitas-Verbindung Bavaria. Ab 1935 setzte er sein Studium an der Universität Würzburg fort, das er am 17. Juni 1937 abschloss. Er schrieb eine Dissertation über Athanasius Kircher. 1936 wurde er in Würzburg auf seine freiwillige Meldung zur Wehrmacht gemustert.
1937 geriet Gutmann mit dem Nationalsozialismus in Konflikt. Im Zusammenhang mit den sogenannten Sittlichkeitsprozessen verbreitete auch Gutmann den offenen Brief „Sehr ernst und tief traurig“ an Propagandaminister Joseph Goebbels. In diesem wurde kritisiert, dass die Prozesse als Schauprozesse nach sowjetischem Vorbild propagandistisch gegen die Kirche eingesetzt, die Anzahl und Bedeutung der Fälle übertrieben und unterstellt würde, die Kirche würde die Täter decken. Von der darauf folgenden Verhaftungswelle gegen katholische Aktivisten in Würzburg war auch Gutmann betroffen. Er wurde am 19. Juni 1937 auf Urlaub bei seinen Eltern verhaftet. Am 15. November 1937 wurde er von einem Sondergericht in Bamberg wegen Verstoßes gegen das Heimtückegesetz zu einer Haftstrafe verurteilt. Jedoch kam er Ende des Jahres unter Anrechnung der Untersuchungshaft wieder frei. Die Verurteilung hatte allerdings zur Folge, dass er nicht an die Universität Würzburg zurückkehren durfte. Gutmann erhielt am 28. März 1938 in Fulda die Promotion zum Doktor der Theologie. Am 28. Oktober 1939 wurde er von Bischof Johann Baptist Dietz zum Priester geweiht.
Ab März 1940 diente Gutmann als Sanitätssoldat, wo er den Rang eines Unteroffiziers erreichte. Er betätigte sich dabei auch als Seelsorger. 1944 geriet er in Italien in US-amerikanische Kriegsgefangenschaft, aus der er im Juli 1945 entlassen wurde.

## Berufliche Laufbahn
1945 sollte die ehemalige Bischöfliche Lateinschule in Amöneburg, die 1939 hatte schließen müssen, wiedereröffnet werden. Ab 1946 wurde Gutmann – zunächst kommissarischer – Schulleiter mit dem Auftrag, die Schule neu aufzubauen. Bereits am 21. Februar 1946 wurde die Schule wieder eröffnet, nachdem Gutmann beim Ministerium für Kultus und Unterricht in Wiesbaden die Erlaubnis erwirkt hatte. Dabei wurde er vom kommissarischen Bürgermeister unterstützt, der sich um eine Wiedergutmachung in der Nazizeit erlittenen Unrechts bemühte. Gutmann übernahm später auch die Aufgaben eines Latein- und Religionslehrers. Unter seiner Leitung wurde der Schule als Bischöfliches Progymnasium ein Internat angegliedert. 1948 legte er am Pädagogischen Seminar in Fulda ein Examen ab, wurde zum Studienassessor ernannt und dem Städtischen Realgymnasium Fulda zugewiesen.
Von 1954 bis 1964 war Gutmann erneut Schulleiter der Stiftsschule St. Johann. Er übernahm zum 1. April 1954 die Führung von Schule und Heim in Personalunion. Er positionierte sich als Gegner der im nahegelegenen Kirchhain geplanten öffentlichen Schule. In verschiedenen Schreiben wandte er sich gegen angebliche sozialistische Tendenzen in der Bildungspolitik und der Politik allgemein. Er betrachtete Katholiken grundsätzlich als gefährdete Minderheit. Die „rote hessische Landesregierung“ wolle durch Ausbreitung von Zentral- und Gesamtschulen die katholische Bevölkerung ihren Werten entfremden. Die Wirtschaftsförderung zugunsten des „marxistischen“ Stadtallendorf sei ein „Pulverfass, das bei Gelegenheit explodieren und den geschlossenen kath. Bevölkerungsteil Oberhessens vernichten“ solle. Er begründete damit die Notwendigkeit einer „Festigung des Bestehens der Bischöflichen Höheren Schule in Amöneburg“. Auf sein Betreiben folgte ein weiterer Ausbau der Schule und die Aufwertung zum Gymnasium. Im Laufe der Zeit erhielt er für seinen Einsatz für die Schule positive Beurteilungen und zahlreiche Ehrungen. Seit Anfang 1962 hatte er Anspruch auf die Anrede Monsignore, im Juni 1962 wurde ihm der Titel Päpstlicher Hausprälat verliehen. Zum 1. November 1962 trat er von seinem Amt als Pfarrer und Dechant zurück und schuf damit die Voraussetzungen für seine Übernahme in den Staatsdienst. 1963 wurde er Beamter auf Lebenszeit, es folgte die Ernennung zum „Oberstudiendirektor im Kirchendienst“. Bereits 1958 hatte sich der Kirchenvorstand von Amöneburg an das Bistum Fulda gewandt mit dem Ansinnen, Gutmann für das Bundesverdienstkreuz vorzuschlagen.
Gutmanns zahlreichen Ehrungen standen sich zuspitzende Konflikte mit seinen Vorgesetzten, u. a. Bischof Adolf Bolte, mit seinen Untergebenen und Schülereltern gegenüber. 1964 wurde er auf eigenen Wunsch von seinen schulischen Aufgaben freigestellt.

### Weiteres Leben und Ruhestand
Im Anschluss verließ Gutmann Amöneburg und kehrte nie wieder zurück, obwohl er noch zu einigen Personen Kontakt hielt.  Der Schulreferent des Bistums, Domkapitular Flügel – zugleich ein Verwandter Gutmanns – riet ihm, sich außerhalb des Bistums niederzulassen, von dem er sich seiner Einschätzung nach ungerecht behandelt fühlte und gegen das er eine tiefe Abneigung verspürte. Er fand keine ihn befriedigende Tätigkeit mehr, war einige Jahre als Religionslehrer in Bad Hersfeld tätig und übernahm eine Pfarrstelle in Züntersbach. Seinen Ruhestand verbrachte er in Bad Brückenau, wo er ein Haus besaß, das von einer Haushälterin bewirtschaftet wurde. Ab 1996 lebte er in einem Altenheim in Hilders, wo er 1997 verstarb.

### Ehrungen
1977 wurde eine Straße in einem Neubaugebiet von Amöneburg, die Dr.-Josef-Gutmann-Straße, nach ihm benannt. Der Widmung der Straße blieb er fern. Eine Verleihung der Ehrenbürgerwürde von Amöneburg lehnte er ab.

## Kontroversen
Bereits früh war es zu Beschwerden über Gutmanns aufbrausendes Wesen, seine nicht nachvollziehbaren Disziplinarmaßnahmen und seine Gewalttätigkeit gekommen. Die Zeit des Wiederaufbaus der Stiftsschule, dessen Verdienst wesentlich ihm zugeschrieben wurde, und seiner Leitung von Schule und Heim war auch geprägt von „sturer Kompromisslosigkeit“ und „Uneinsichtigkeit, mit der [er] viele vor den Kopf stieß.“ Seine Machtfülle führte zu einem zunehmenden Realitätsverlust. Um den von ihm gewünschten Ausbau der Stiftsschule zum Vollgymnasium voranzutreiben, wirkte er als Dechant auf die ihm unterstellten Pfarrer ein, damit diese sich ihrerseits in der Dekanatskonferenz in seinem Sinne einsetzten. Mehrmals verband er seine Forderungen gegenüber dem Bistum mit der Drohung, sich in den staatlichen Schuldienst zurückzuziehen.
Sowohl einzelne Schülereltern als auch der Elternbeirat intervenierten wiederholt nachdrücklich beim Generalvikariat in Fulda. Der Sprecher des Elternbeirats kritisierte 1959 in einem Schreiben, dass sich Gutmann niemandem gegenüber verantwortlich fühle. Er warf ihm pädagogische Unfähigkeit, Überheblichkeit und Unbeherrschtheit vor und warnte vor einem Skandal, der sich daraus eines Tages ergeben werde. Ein Schülervater beschwerte sich schriftlich über Gutmanns „in Amöneburg allseits bekannte unumschränkte Herrschaft“; er sei „die allein entscheidende Instanz, die keinen Widerspruch duldet.“ Der Vater schilderte eine Körperverletzung Gutmanns an einem Schüler und forderte die Einleitung eines Strafverfahrens.
Auch innerhalb des Schulpersonals und des Lehrkörpers gab es scharfe Kritik am Schulleiter. Ein gemeinsames Schreiben mehrerer Lehrer warf ihm „beleidigendes Mißtrauen und Mißachtung der persönlichen Würde“ vor. Ein ehemaliger Mitarbeiter des Schülerheims bescheinigte ihm 1964 in einem Brief an das Bistum Fulda einen „autokratischen“ und bis zur Brutalität rücksichtslosen Führungsstil. Gegenüber dem Bistum wies Gutmann diese Vorwürfe zurück. Er sah sich als Opfer eines zentral gesteuerten Komplotts mit dem Ziel der „Ausschaltung des katholischen Geistes der Schule“. Dazu solle er als Person zermürbt und zur Aufgabe bewegt werden. Als Angreifer glaubte er die Schulleiter des Marburger Gymnasium Philippinum und der Gesamtschule in Kirchhain ausgemacht zu haben. Auch die Schüler, die sein Missfallen erregten, wähnte er als Teil des Komplotts. Zum Jahreswechsel 1963/1964 kam es zu einem Schriftwechsel mit Bischof Bolte, in dem Gutmann die mangelnde Unterstützung der Stiftsschule durch das Bistum beklagte. Das Bistum sei mehrmals auf Grund von Schmähungen und Denunziationen gegen die Schule vorgegangen, ohne jemals deren Wahrheitsgehalt überprüft zu haben. Nach einer Antwort des Bischofs zog Gutmann auf dessen Vorschlag sein Schreiben zurück. Als Bischof Bolte mehrere Lehrer der Stiftsschule am 11. Mai 1964 zu einem Gespräch einlud, reagierte Gutmann, indem er am 13. Mai 1964 aus Gesundheitsgründen seinen Antrag auf Versetzung in den Ruhestand einreichte. Bei dem trotzdem am 14. Mai 1964 stattgefundenen Gespräch brachten die Lehrer bei Bolte eine Vielzahl von Beschwerden gegen Gutmann vor, vor allem über „schikanösen Ordnungsdienst und drakonische Strafen [...] Kollektivstrafen seien an der Tagesordnung.“ Schüler würden demütigenden Behandlungen unterzogen, im Internat herrsche „nur Furcht“. Gegenüber dem meist väterlichen und leutseligen, aber sprunghaften Gutmann könne jedes unbedachte Wort gefährlich werden. Gutmann nahm dazu nicht Stellung, sondern bekräftigte seine Ablehnung, weiterhin Leiter der Schule zu sein, da das Vertrauensverhältnis zum Generalvikariat nunmehr vollkommen zerstört sei. Am 25. September 1964 wurde er vom Regierungspräsidium Kassel in den Ruhestand versetzt.

### Gewalttätigkeit
Spätestens seit seiner Rückkehr zur Stiftsschule 1954 war Gutmann gegen seine Schüler regelhaft massiv gewalttätig. Summarische und wahllose Körperstrafen ganzer Klassen mit erheblichen und zum Teil bleibenden körperlichen Schäden wie blutenden Wunden und Trommelfellverletzungen, Schläge bis zur Bewusstlosigkeit selbst in Anwesenheit von Lehrern, waren nach Berichten von Schülern an der Tagesordnung. Schon in seiner Zeit am Städtischen Realgymnasium Fulda misshandelte Gutmann 1950 vor der gesamten Klasse einen etwa 15 Jahre alten Schüler exzessiv am Kopf. Der Schüler wurde nach Hause geschickt und verstarb einige Tage später. Gutmanns Gewalttätigkeit gegenüber seinen Schülern war in Amöneburg allgemein bekannt. Ein früherer Schüler der Stiftsschule bezeichnete sie 2010 als dessen „permanentes pädagogisches Prinzip“, ein anderer nannte Gutmann einen „Schläger aus Lust und Leidenschaft“. Als Geistlicher verprügelte er Schüler während der Heiligen Messe. Eine Zeugin berichtete, nach einem Streich im Religionsunterricht habe sich Gutmann nach einer Andacht mit vier Mädchen im Alter von 13 bis 15 Jahren in der Sakristei eingeschlossen, den Messdiener weggeschickt und sie sodann verprügelt, bis mindestens eines zu Boden ging. Dabei habe er auf das am Boden liegende Opfer eingetreten.

## Aufarbeitung
Noch im Sommer 1964 kam es zu einem Schriftwechsel zwischen Gutmann und Bischof Adolf Bolte. Gutmann gab an, nach einer Kur habe sich sein Gesamtzustand verbessert. Seine körperlichen Leiden seien überwiegend „psychogener Natur“ gewesen. Er schrieb von „schweren seelischen Belastungen“, denen er in den letzten Jahren ausgesetzt gewesen sei, und bot an, wieder das Amt des Schulleiters zu übernehmen. Bolte zeigte sich grundsätzlich bereit, ihn wieder in seine Funktion einzusetzen; allerdings knüpfte Gutmann dies an Bedingungen, die Bolte zurückwies. Auch hatte Gutmann offenbar niemals zu den gegen ihn erhobenen Vorwürfen direkt Stellung bezogen.
Seitdem 2010 ehemalige Schüler der Stiftsschule die Gewalttaten Gutmanns veröffentlicht hatten, kommt es zu anhaltenden Kontroversen über seine Persönlichkeit und deren Bedeutung für die Stiftsschule St. Johann, die Stadt Amöneburg und seine Opfer; dies besonders, nachdem ein im Auftrag der Stadt Amöneburg erstelltes und 2023 veröffentlichtes Gutachten die Vorwürfe bestätigte. Die Stadtverordnetenversammlung Amöneburg lehnte es nach Bekanntwerden der Vorwürfe 2010 zunächst ab, sich überhaupt damit zu befassen.  Das Bistum Fulda gab 2010 an, die Personalakte Gutmanns enthalte keine Eintragungen über Gewalttätigkeit; möglicherweise seien entsprechende Hinweise nicht zur Akte genommen worden. Die Personalakte weist jedoch auf Gutmanns Diabetes und damit einhergehende plötzliche Gefühlsschwankungen hin.
Es wurden zwei Anträge gestellt, die Benennung der Dr.-Josef-Gutmann-Straße rückgängig zu machen. Der erste, 2010 gestellte Antrag des Magistrats scheiterte in der Stadtverordnetenversammlung. Der Bürgermeister von Amöneburg kritisierte diese Entscheidung. 2022 wurde ein neuer Antrag eingebracht und am 6. Februar 2023 erstmals diskutiert. In dem Antrag wurde die Benennung einer Straße nach einer noch lebenden Person als ungewöhnlich bezeichnet. Noch dazu sei sie nicht schlüssig begründet und die Person schon zu diesem Zeitpunkt umstritten gewesen. Die Stadtverordneten beschlossen, ein neutrales Gutachten über Gutmanns Handeln in Auftrag zu geben.
Obwohl das Gutachten die fortgesetzten Gewalttaten Gutmanns bestätigte, wurde der Antrag auf Umbenennung der Straße im Februar 2024 von der Stadtverordnetenversammlung Amöneburg erneut nicht angenommen. Der Magistrat der Stadt Amöneburg widersprach der Stadtverordnetenversammlung.
Bei einem Bürgerentscheid am 23. Februar 2025 sprach sich eine knappe Mehrheit der Wahlberechtigten für eine Umbenennung der Straße aus.

## Schriften
- Joseph Gutmann: Athanasius Kircher (1602–1680) und das Schöpfungs- und Entwicklungsproblem, Fulda 1938